# 漢奸

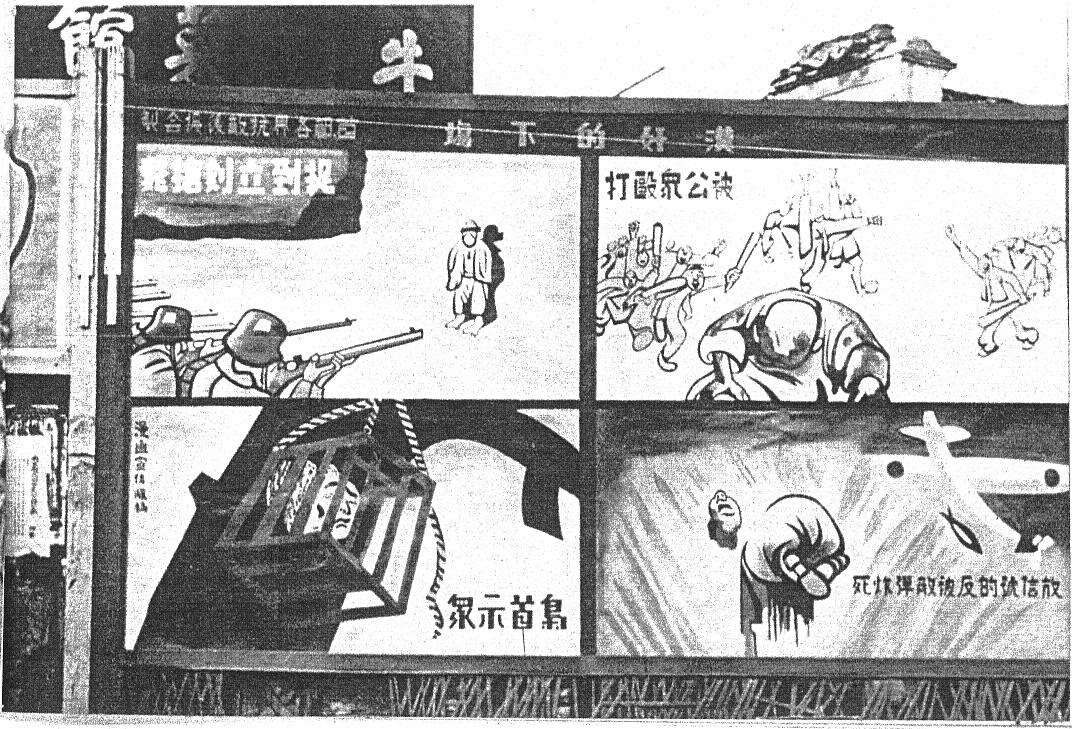
南京戦後の南京市内で撮影された『首都各界抗敵後援会』発行のポスター。タイトルは『漢奸的下場（漢奸の哀れな最後）』と冠されており、日本軍に好意を持つものは『漢奸』と呼ばれ、裏切り者として処分される。右上は群衆に殴打される姿。右下は敵の飛行機に信号を送ったものは、かえって爆死するという意味。左上は逮捕者は即銃殺されるという意味。左下は晒し首にして公衆への見せしめにしている。

漢奸（かんかん、ハンジェン）とは、漢民族の裏切者・背叛者のことを表す。転じて、現代中国社会においては中華民族の中で進んで異民族や外国の侵略者の手先となる者を指している。
日中戦争の際には漢奸狩りが実行され、多数が虐殺された。

## 「漢奸」という言葉の誕生
中国において売国奴を指す言葉だが、字義通り受け止めれば、「"漢"民族を裏切った"奸"物」と言う事になる。一般的に漢奸とされる有名人には秦檜、呂文煥、范文虎、石敬瑭、呉三桂、汪兆銘などがいるが、中国の歴史の中で「漢奸」という言葉が生れ、現在の意味となったのは清の時代においてであり、対立していた南方の部族と通じる漢人に対して使用された。この時、支配の中心にいた満洲族とは区別されていた漢の中の存在であり、今日の意味とは異なっていた。
「漢奸」という言葉が登場する最も古い記録は1621年から1629年に現在の四川、貴州、雲南、広西チワン族自治区で発生したイ族の「奢安之乱」において、明の兵部尚書である楊嗣昌と朱燮元が上奏文の中で「外国人と手を結んで反乱を起こす漢人」を指したことが初出と考えられている。
清朝では支配の中心であった満洲族を除く民族が漢として意識されるようになった。これが「漢」という言葉で明確に民族を括ることの始まりであり、清朝の役人は「少数民族を扇動し、清朝に反乱を起こさせる漢人」と規定していた。
最初は漢と満は対立する概念であったが、帝国主義列強の影響が増した19世紀から満洲族も漢に含まれるようになる。

## 日中戦争における「漢奸」
日中戦争中及び戦争終結後には日本への協力の有無に関わらず、日本について「よく知っている」だけの中国人でも「漢奸」として直ちに処刑されたり、裁判にかけられた。また、日本に協力する者であれば漢民族でなくても「漢奸」と呼称した。この基準に照らせば、最も日本を研究し、日本を一番知っていた蔣介石や、対日戦略を立てていた何応欽、楊杰、熊斌など、中国側の中枢人物も「漢奸」に該当するという指摘もある。

### 日中戦争中の「漢奸狩り」
国民政府側の指導者である蔣介石は自軍が日本軍の前に敗走を重ねる原因を「日本軍に通じる漢奸」の存在によるものとして陳立夫を責任者として取締りの強化を指示し、「ソビエト連邦のGPUによる殺戮政治の如き」「漢奸狩り」を開始した。
国民政府は徴発に反抗する者、軍への労働奉仕に徴集されることを恐れて逃走する者、日本に長期間移住した者などは、スパイ、漢奸と見なし白昼の公開処刑の場において銃殺したが、その被害者は日中の全面戦争となってから二週間で数千名に達し、国民政府が対民衆に用いたテロの効果を意図した新聞紙上における漢奸の処刑記事はかえって中国民衆に極度の不安をもたらしていた。また、中国軍兵士の掠奪に異議を唱えた嘉定県長郭某が中国兵の略奪に不満の意を漏らした廉で売国奴の名を冠せられて火焙りの刑に処せられた、との報道があった。1937年9月の広東空襲に対しては誰かが赤と緑の明かりを点滅させて空爆の為の指示を出したとして、そのスパイを執拗に追及するという理解に苦しむことも行われ、一週間で百人以上のスパイが処刑された。

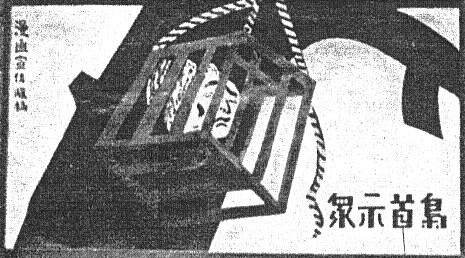
晒し首を入れる箱

上海南市にある老西門の広場では第二次上海事変勃発後、毎日数十人が漢奸として処刑され、その総数は4,000人に達し、中には政府の官吏も300名以上含まれていた。処刑された者の首は格子のついた箱に入れられ電柱にぶらさげて晒しものにされた。上海南陶では1人の目撃者によって確認されただけでも100名以上が斬首刑によって処刑された。罪状は井戸、茶壷や食糧に毒を混入するように買収されたということや毒を所持していたというものである。その首は警察官によって裏切り者に対する警告のための晒しものとされた。戒厳令下であるため裁判は必要とされず、宣告を受けたものは直ちに公開処刑された。

### 南京における「漢奸狩り」
日中戦争初期に日本で発行された『画報躍進之日本』の中で、陥落前の南京における「漢奸狩り」が報告されているほか、『東京朝日新聞』、『読売新聞』、『東京日日新聞』、『ニューヨーク・タイムズ』も「漢奸狩り」について報道をおこなっている。
戦争が始まると漢奸の名目で銃殺される者は南京では連日80人にも及び、その後は数が減ったものの1937年（昭和12年）11月までに約2,000名に達し、多くは日本留学生であった（当時南京にいた外国人からも日本留学生だった歯科医が漢奸の疑いで殺された具体例が報告されている）。
『画報躍進之日本』では「これは何らかの意図をもって特定の者にどさくさを利用して漢奸というレッテルを付けて葬るという中国一流の愚劣さから出ていた」との見方を示し、さらに「南京で颯爽と歩く若者は全部共産党系であり、彼らによってスパイ狩りが行われるため要人たちは姿を隠して滅多に表に出ることがなかった」と報告している。
南京では軍事情報の日本側への伝達、日本の航空機に対する信号発信や国民政府が日本の軍艦の運航を妨げるために揚子江封鎖を行うとした決定を漏洩したことを理由とするにとどまらず、親日派をはじめ、日本人と交際していた中国人や少しでも日本のことを知るように話したり、「日本軍は強い」などと言うことを根拠として直ちにスパイと断定され処刑された。外国人も例えば日本の書籍や日本人の写っている写真を持っているだけでスパイの嫌疑を受け拘引されたことから、南京を脱出する外国人も出ていた。
1937年12月8日、中国軍は市民の暴動を恐れて少しでも怪しいところがあれば銃殺し、処刑されたものは100名を超えたと中国紙が報じた。
南京戦直前（1937年（昭和12年）12月初め）の南京城内では毎日、漢奸狩りで捕えられ銃殺される者は数知れず、電柱や街角に鮮血を帯びた晒し首が目につかない場所はなかった。南京攻略戦後には、日本軍に好意を持つものは漢奸として処分されることを示したポスターが南京市内いたるところで確認された。
中国軍の南京周辺の焼き払いによって焼け出された市民が難民となって城内に流入し、食料難と暴動が市内で発生し、中国軍は治安維持と称して漢奸として少しでも怪しいものは手当たり次第に100名が銃殺された。なお11月までの「漢奸狩り」で嫌疑をかけられた市民2,000名、12月初旬には連日殺害された。

### 日中戦争後
元日本人の伊達順之助、満洲族の川島芳子や蒙古族の徳王といった人々も「漢奸」とされ、また女優・歌手の李香蘭（山口淑子）が「漢奸」の疑いで訴追された。戦争中、通敵・売国行為をおこなった人物だけでなく大東亜共栄圏に共感した人物についても「漢奸」と呼んだ。
川島芳子の裁判では、検察側はスパイの具体的な証拠を何一つあげられなかったが、村松梢風の小説『男装の麗人』などの小説や根拠不明の流説などをもとに死刑判決を下し、1948年（昭和23年）に銃殺刑を執行した。

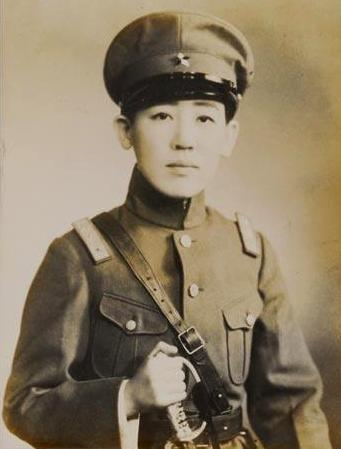
川島芳子
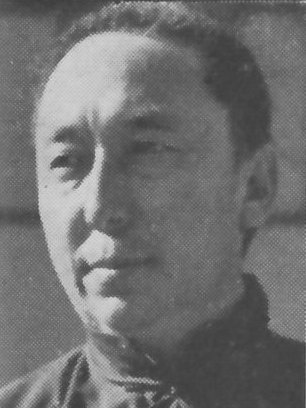
徳王
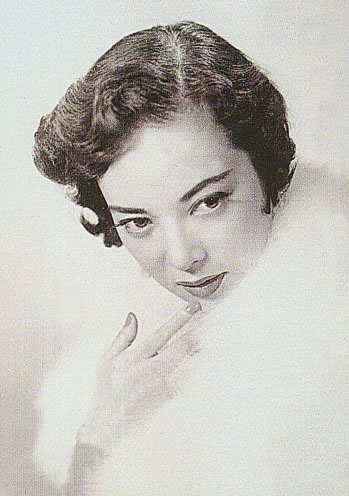
李香蘭（山口淑子）

汪兆銘は戦時中（1944年）に病死したが、汪兆銘政権を支えた陳公博などの要人52名は銃殺され、さらに、親日派ゆえに漢奸とされた約4万人が処刑や処罰を受け、処刑された者には墓を建てることも禁止された。
国民党による漢奸裁判で断罪された汪兆銘の妻、陳璧君には罪を認めれば減刑するという司法取引が示されたが陳はこれを拒否、法廷において「日本に通じたことが漢奸というなら、国民党はアメリカと、共産党はソ連と通謀したではないか。我々の志は間違っていたのではない。単に日本が負けたから、こうなっただけだ」と陳述を行い、終身刑を受け獄死した。
また、陳杏村（蓮舫の祖母）ら戦時中に中国本土で日本軍に協力していた台湾人は漢奸としても戦犯としても中国法廷で裁かれた。
魯迅の弟で著名な文学者周作人は、日本軍の北京占拠時も北京に留まって、日本によって作られた文化機関の要職を勤めたために、漢奸として裁判にかけられ、投獄された（後に中国共産党によって釈放）。この様に、日本軍の占拠した地域に留まって活動を続けたり、公的役職に留まっていた（中国側からは偽職とよばれる）ために戦後漢奸のレッテルを貼られた公務員、文学者、芸術家、学者なども多い。
矢吹晋によれば江沢民は資産家の出身であり、その一族は日本軍の占領下に留まったことから日本軍に協力した漢奸と見なされることを危惧し、そのため「反日ポーズ」を取る必要があったとしている。
台湾の李登輝元総統は2007年（平成19年）の靖国神社参拝により、反日感情に煽られた中国のネットユーザーから「李氏は漢奸だ」、「李氏は必ず地獄に落ちる」、「李氏は日本人にへつらっている」など過激なコメントが見られた。

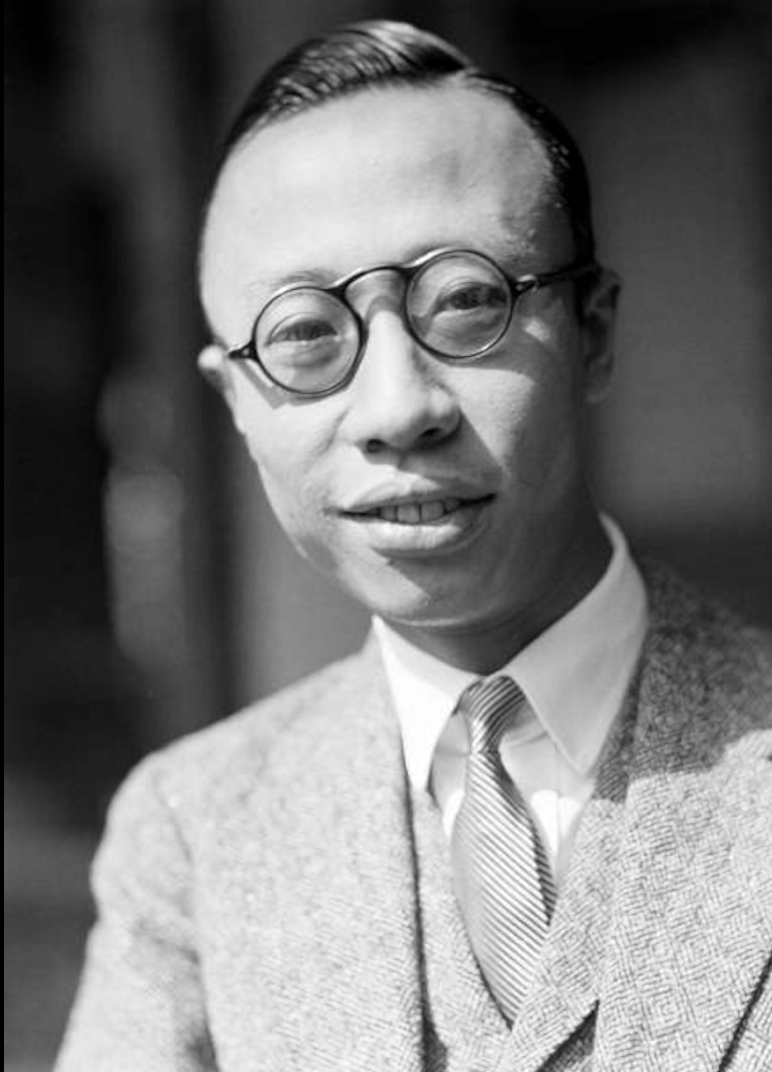
愛新覚羅溥儀
汪兆銘

### 命運が分かれた「漢奸」たち
「漢奸」とされた要人の間でも（1）満洲国、（2）蒙古聯合自治政府（自治邦）、（3）汪兆銘政権の3つの類型で処分の傾向が異なる。また同じ類型の中にも例外はあり、彼らの命運や末路は極めて多様である。
（1）についてはソビエト連邦に連行されシベリアで収監された人物がほとんどで、呂栄寰のようにそこで獄死した者もいる。彼らは1950年に中華人民共和国へ引き渡された後は撫順戦犯管理所に収容された。ただし、この経緯を辿った者たちは死刑だけは免れているのである。張景恵・臧式毅のように獄中で死去した者もいるが、溥儀を筆頭に、特赦されて最後は平穏に一生を終えた者も決して少なくない。
（1）の類型の例外としては、まず蔡運升があげられる。蔡はソ連から赦免される形で北平に逃れ、後に北平無血開城にも貢献、中華人民共和国建国後も罪に問われることなく平穏に一生を終えた。さらにエルヘムバト（額爾欽巴圖）やボヤンマンダフ（博彦満都）のようなモンゴル族要人に至っては、中華人民共和国でもそのまま政権への参加が認められるほどだった。また、張燕卿や韓雲階のように日本やアメリカへ亡命できた者もいた。その一方でソ連の追及から逃れ潜伏した孫其昌や張海鵬は、後に中華人民共和国当局に発見・逮捕されて死刑に処されるという末路を辿った。
（2）については特に漢奸として処罰されること無く、国民政府に復帰して中国共産党への対処に動員される人物が多かった。李守信・呉鶴齢が典型的な例であり、国共内戦末期には徳王も蒙古自治政府を樹立して共産党に対抗したが、最後は撃破された。徳王と李はモンゴル人民共和国へ逃れたものの、1950年に中華人民共和国へ引き渡された。長期の収監の後、2人は特赦で釈放されている。呉は台湾へ逃れ、1980年に死去した。その一方で、蒙古自治邦副主席だった于品卿（漢族）は、張家口で八路軍により逮捕され、軍事裁判の末に銃殺刑に処されている。大漢義軍を率いた王英は、戦後に傅作義配下となるも、中華人民共和国建国後に逮捕、反革命罪で処刑された。
（3）については、上記他の2類型とは異なり原則として厳罰に処された。国民政府の下でも陳公博を筆頭として褚民誼や王揖唐、梁鴻志、殷汝耕などが死刑に処された。さらに国民政府では死刑判決を受けていなかったにもかかわらず、中華人民共和国成立後に改めて裁判を受け処刑された者までいた（例として張仁蠡）。また、無期懲役などで収監され中華人民共和国建国後もそれが継続した者で、後に特赦で釈放された例はほとんど見当たらず、彼らのほとんどは獄中で死去している。この点は（1）の類型と異なるところである。軍政部長を務めた鮑文樾は内戦末期に台湾へ連行されたが、彼にしてもようやく赦免されたのは1975年のことであった。
ただし、（3）の中にも例外は存在する。政治家・銀行家の李思浩は、本人の意思に反してやむなく汪兆銘政権に協力させられ、さらにその間も国民党や共産党の人士に密かに協力していたことが認められ、国民政府でも中華人民共和国でも処罰から免れた。また、汪兆銘政権の軍人たちに対する処罰も原則として苛烈で死刑執行も少なくなかったが（例として斉燮元・胡毓坤）、龐炳勲や呉化文、孫殿英のように、蔣介石の事前の黙認を得て汪兆銘政権に降伏・参加した者は（いわゆる「曲線救国」）、戦後に国民政府への復帰を認められている。
このほか、国際宣伝局局長湯良礼は終戦直後に逮捕されながらも何らかの理由で釈放され、故郷のインドネシアに戻ることができた。外交部長などを務めた李聖五も懲役15年の判決を受けながら内戦末期に釈放、香港で教鞭をとる。改革・開放時期になると大陸に戻り、家族の下で平穏に生涯を終えた。

## 「漢奸」とされている主要人物

### 満洲事変・日中戦争関係
- 愛新覚羅溥儀 - 清朝最後の皇帝、満洲国の執政、後に皇帝。
- 王克敏 - 中華民国臨時政府の首脳となり、さらに汪兆銘の南京国民政府にも参加した。
- 徳王 - 1930年代から日本軍に協力、モンゴル人の独立政権蒙古聯合自治政府主席を務めた。
- 殷汝耕 - 冀東防共自治政府主席、後に汪兆銘政権に参加した。
- 汪兆銘 - 南京国民政府設立、日本との協調路線を進めた。
- 江亢虎 - 汪兆銘政権において国府委員・考試院副院長・同院長を歴任。
- 周仏海 - 汪兆銘政権において行政院副院長・財政部長・中央政治委員会秘書長・中央儲備銀行総裁・上海市長・上海保安司令・物資統制委員会委員長を歴任。
- 陳公博 - 汪兆銘政権において立法院長と共に上海市長を兼任、汪兆銘の死後は政府主席代理・行政院長・軍事委員会委員長を兼任した。
- 川島芳子 - 清朝粛親王の王女。満州事変から日中戦争にかけて日本軍に協力した。
- 繆斌 -戦後の上海で漢奸1号として最初に処刑された。

### その他の歴史上の人物
- 石敬瑭 - 後晋の皇帝、その地位のために燕雲十六州を契丹に献上し、さらに臣従した。
- 秦檜 - 南宋の宰相、岳飛ら軍閥を弾圧し、金と講和した。
- 呉三桂 - 明朝の将軍であり李自成の北京占領に際し清に味方し、清の中国平定を助けた。
- 金之俊 - 明の軍人だったが、反乱軍の李自成の協力し、異民族の清にも仕えた。
- 辜顕栄 - 1895年（明治28年）6月5日、日本軍の台北入城を要請した。